# قطره چشم

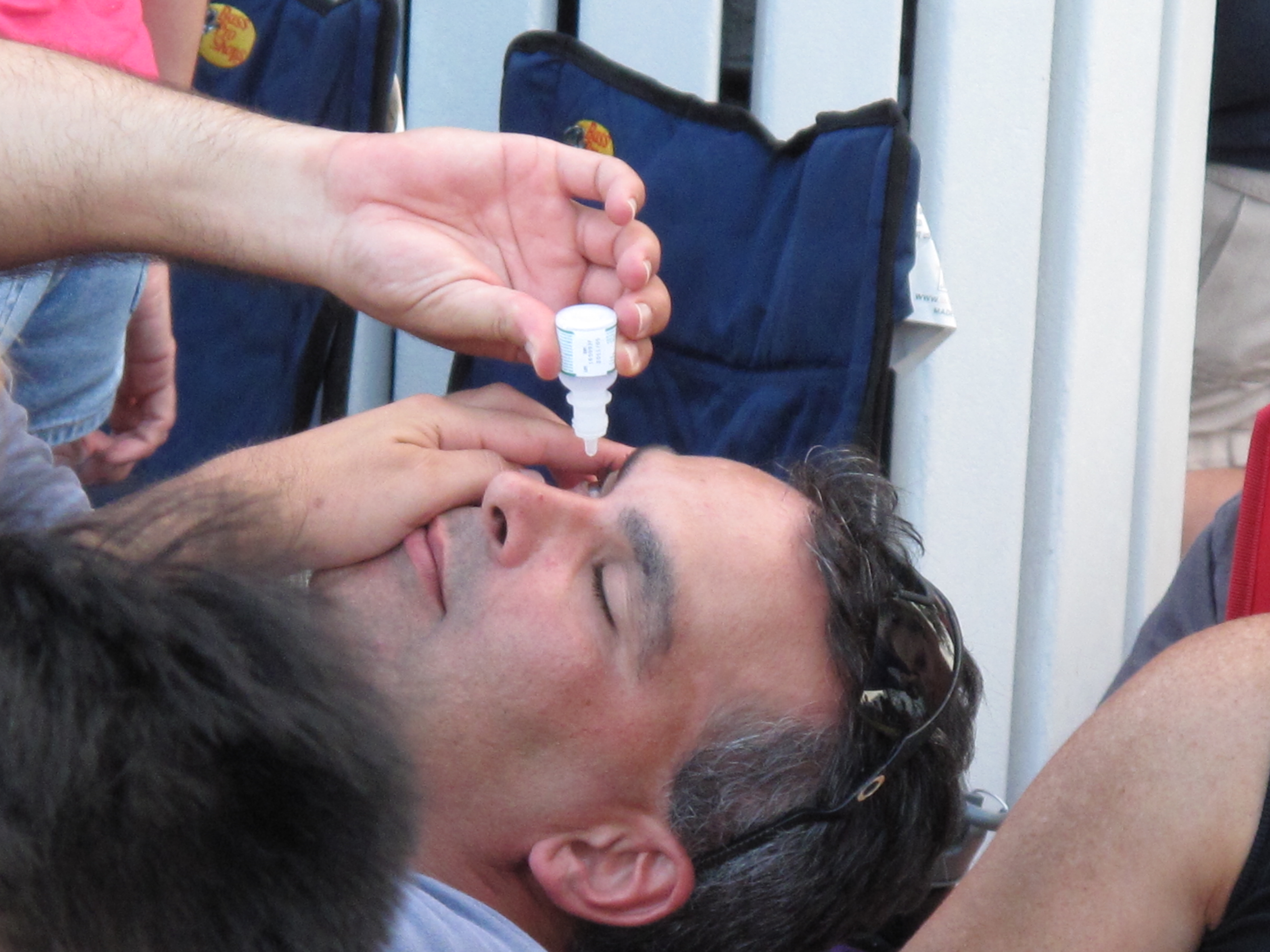
قطره چشم

قطره چشم یکی از شکل‌های استفاده دارو است و دارو به شکل مایع مصرف و معمولاً این داروها به صورت مایع تولید می شوند که در صورت نیاز به داخل چشم یا گوش وارد می‌شوند. چون این داروها به صورت موضعی مصرف می‌شوند اثرات نظام‌مند کمتری دارند. معمولاً ظروف این داروها خود قطره چکان دارند.
معمولترین داروهایی که به این شکل تولید می‌شوند داروهای آنتی‌بیوتیک مانند قطره کلرامفنیکل و قطره سیپروفلوکساسین هستند.
قطره چشم، شکل مایع دارویی استریل به صورت حلال یا سوسپانسیون است که برای معالجه بیماری‌های چشم انسان یا حیوان استفاده می‌شود.
ممکن است قطره چشم برای معالجه عفونت، آب سیاه، حساسیت و چشم خشک مصرف شود.
برای بطرف کردن خشکی چشم با نظر پزشک، خیلی کاربرد دارد.

## انواع قطره ها
قطره های چشمی بنابر کاربردهایی که دارند به چند نوع تقسیم می شوند:
1- قطره های ضد احتقان
2- قطره های ضد التهاب
3- قطره های ضد آلرژی
4- قطره های آنتی بیوتیک چشمی
5- قطره درمان گلوکوم (آب سیاه)
6- قطره های کورتونی
7- قطره های چند منظوره

## طریقه ساخت قطره چشم
قطره چشم به وسیلهٔ کارخانهٔ داروسازی و داروخانه تولید می‌شود. قطره چشم محلول آبی یا روغنی است که حاوی مواد دارویی، شیمیایی و مواد ضد میکروب است. لازم است که فشار اسمزی و اسیدیته این نوع شکل دوایی با اشک برابر باشد. در داروخانه، داروسازان قطره چشم را در محیط ویژه‌ای می‌سازند.
در این محیط، هنگام تولید قطره، هوا استریل می‌شود و آلودگی میکروبی به هیچ عنوان ممکن نیست.

## مواد شیمیایی
موادی است که کیفیت، فشار اسمزی و اسیدیته محلول چشمی را بهتر می‌کند.

## مواد ضد میکروب
هر دارویی که به چشم انسان وارد می‌شود باید عاری از میکروب باشد. به این دلیل ماده ضد میکروب به محلول چشمی اضافه می‌شود که پس از بازکردن درظرف محتوی قطره، محلول چشمی را از حملهٔ میکروب‌ها حفظ کند.

## قطره بینی و قطره گوش
قطره بینی و قطره گوش شکل مایع دارویی به صورت پیوند ملکولی، یونی، محلول، نامیزه و سوسپانسیون است که برای معالجه حساسیت، عفونت یا پاک کردن بینی و گوش مصرف می‌شود. این گونه قطره‌ها می‌توانند حاوی مواد ضد میکروب باشند که پس از بازکردن ظرف محتوی قطره زمان مصرف محلول دارویی طولانی می‌شود.

## فهرست محلول ها
- آب
- الکل
- گلیسیرین
- روغن گیاهی
- روغن پرافینی
- روغن کتانی

## طریقه ساخت قطره بینی
می‌تواند بجز آب از محلول الکل، گلیسیرین و روغن اصلی برای ساختن قطره بینی استفاده بشود. روغن‌های پارافینی و کتانی برای ساختن قطره بینی به کار نمی‌روند.

## طریقه ساخت قطره گوش
روغن‌ها بهترین حلال برای ساختن قطره گوش هستند.